# Pararge hormuzaki
Pararge hormuzaki är en fjärilsart som beskrevs av Miller 1932. Pararge hormuzaki ingår i släktet Pararge och familjen praktfjärilar. Inga underarter finns listade i Catalogue of Life.